# Lampertia pulchra
Genre
Espèce
Lampertia pulchra, unique représentant du genre Lampertia, est une espèce d'araignées aranéomorphes de la famille des Thomisidae.

## Distribution
Cette espèce est endémique de Madagascar.

## Description
La femelle holotype mesure 5 mm.

## Publication originale
- Strand, 1907 : Diagnosen neuer Spinnen aus Madagaskar und Sansibar. Zoologischer Anzeiger, vol. 31, p. 725-748 (texte intégral).